# Friedrich Ebert junior

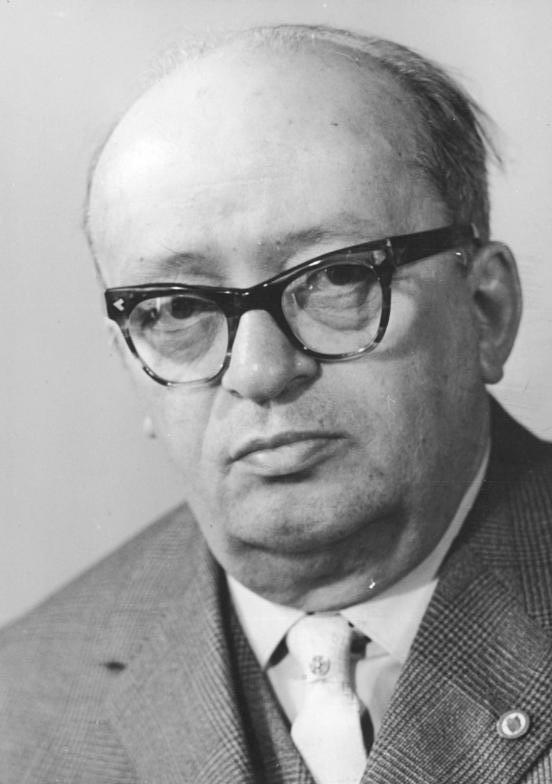
Friedrich Ebert (1961)

Friedrich Ebert junior (* 12. September 1894 in Bremen; † 4. Dezember 1979 in Ost-Berlin) war ein deutscher Politiker der Sozialdemokratischen Partei Deutschlands und der Sozialistischen Einheitspartei Deutschlands. Er leistete aktiv Widerstand gegen den Nationalsozialismus. Von 1948 bis 1967 war er Oberbürgermeister von Ost-Berlin, zudem von 1949 bis zu seinem Tod 1979 Mitglied des Politbüros der SED.

## Leben
Friedrich Ebert junior war der Sohn des sozialdemokratischen Reichspräsidenten Friedrich Ebert. Von 1909 bis 1913 absolvierte er eine Lehre als Buchdrucker. Ebert war seit 1910 Mitglied der Sozialistischen Arbeiterjugend und seit 1913 der SPD. Von 1915 bis 1918 war er Soldat im Ersten Weltkrieg.

### Weimarer Republik

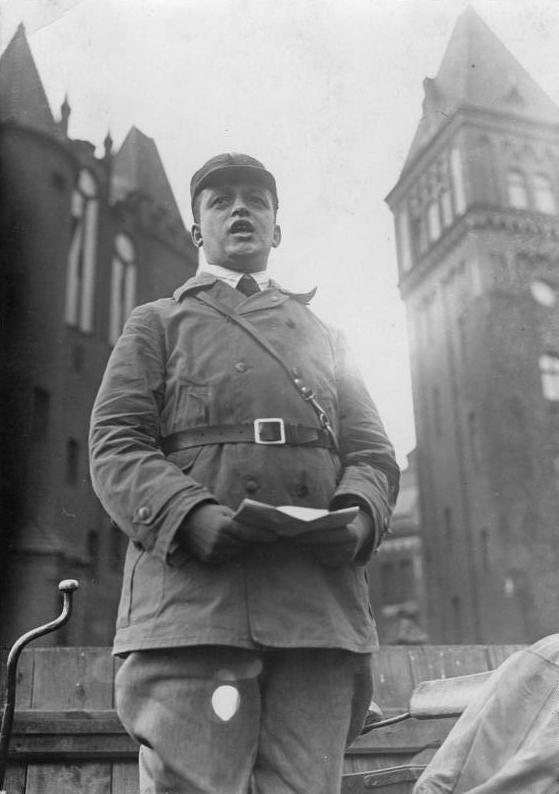
Friedrich Ebert (1928)

Während der Weimarer Republik war Ebert Redakteur und Mitarbeiter verschiedener sozialdemokratischer Zeitungen. Von 1919 bis 1925 war er Redakteur des Vorwärts. 1920 heiratete er die drei Jahre jüngere Johanna Elisabeth Vollmann, mit der er die Kinder Friedrich (1928) und Georg (1931–2020) hatte. Seine Ehefrau beging 1938 Suizid.
Außerdem war er von 1923 bis 1925 Mitarbeiter des Sozialdemokratischen Pressedienstes. Von 1925 bis 1933 war er Redakteur in Brandenburg an der Havel bei der im parteieigenen Verlag Otto Sidow & Co. erscheinenden Brandenburger Zeitung.
Seit 1927 war er Mitglied der Stadtverordnetenversammlung in Brandenburg, von 1930 bis 1933 Stadtverordnetenvorsteher. Ebert war von 1930 bis 1933 Mitglied im Vorstand des Städtetages für die Provinz Brandenburg. Außerdem gehörte er dem Vorstand des SPD-Bezirksvorstandes Brandenburg-Grenzmark an. Am 26. März 1928 wurde Ebert von der SPD auf dem 6. Listenplatz als Kandidat für die kommende Reichstagswahl aufgestellt. Er konnte das Mandat im 1. Potsdamer Wahlkreis gewinnen und zog damit als 153. Sozialdemokrat in den Reichstag ein, dem er ununterbrochen bis 1933 angehörte.
Am 21. Februar 1933 veröffentlichte Friedrich Ebert einen offenen Brief an Paul von Hindenburg. In diesem wies er den Reichspräsidenten u. a. darauf hin,

„daß er drei Jahre unter Hindenburgs Oberbefehl gekämpft und geblutet habe. Zwei seiner Brüder seien vor Monastir und am Chemin des Dames gefallen. Gegenüber Hitlers Behauptung, vierzehn Jahre Marxismus hätten Deutschland ruiniert, erinnert Eberts Sohn an das Schreiben, das Hindenburg am 8. Dezember 1918 an seinen Vater richtete, und in welchem er sich an Ebert als treuen deutschen Mann wendete, mit dem er sich zur Rettung des Volkes vor dem drohenden Zusammenbruch verbündet habe. Zum Schluß fragt Friedrich Ebert, warum nichts zur Ehrenrettung seines Vaters geschehe und warum auch seine verstorbenen Mitarbeiter, Stresemann und Hermann Müller, schutzlos geblieben seien, vor deren Särgen Hindenburg in Ehrfurcht sein greises Haupt geneigt habe.“

Noch im April 1933 wurde er vom Provinziallandtag der Provinz Brandenburg für die SPD als Mitglied in den Preußischen Staatsrat gewählt; am 28. Juni 1933 wurde er als SPD-Mitglied aus dem Staatsrat ausgeschlossen.

### Zeit des Nationalsozialismus

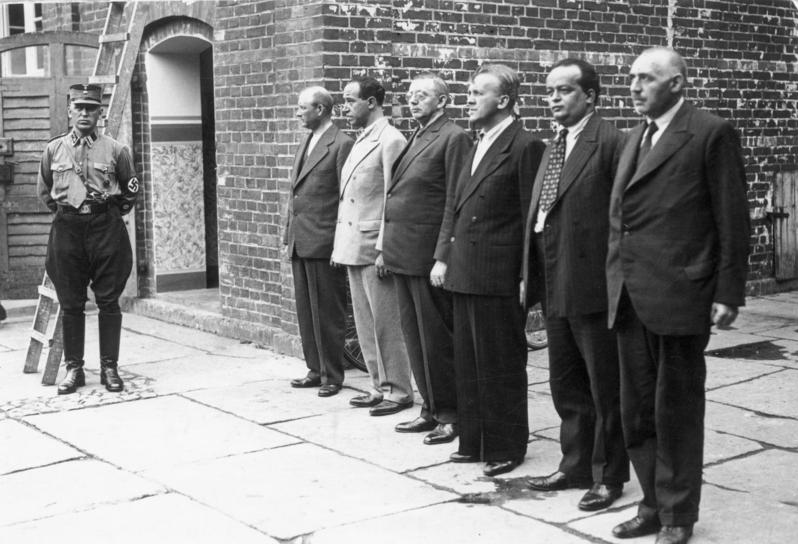
Von rechts: Ernst Heilmann, Ebert, Alfred Braun, Heinrich Giesecke, Hans Flesch und Kurt Magnus als Häftlinge im KZ Oranienburg (August 1933)

Im Jahr 1933 wurde er wegen illegaler politischer Tätigkeit acht Monate in mehreren Konzentrationslagern, u. a. im KZ Oranienburg und im KZ Börgermoor interniert. Er diente vom 26. August 1939 bis 17. Mai 1940 in der Wehrmacht. Anschließend war er bis Kriegsende beim Reichsverlagsamt dienstverpflichtet, wo er in der Abteilung für Verpackung und Versand von Gesetzblättern arbeitete. Er stand bis 1945 unter Polizeiaufsicht.

### Nachkriegszeit

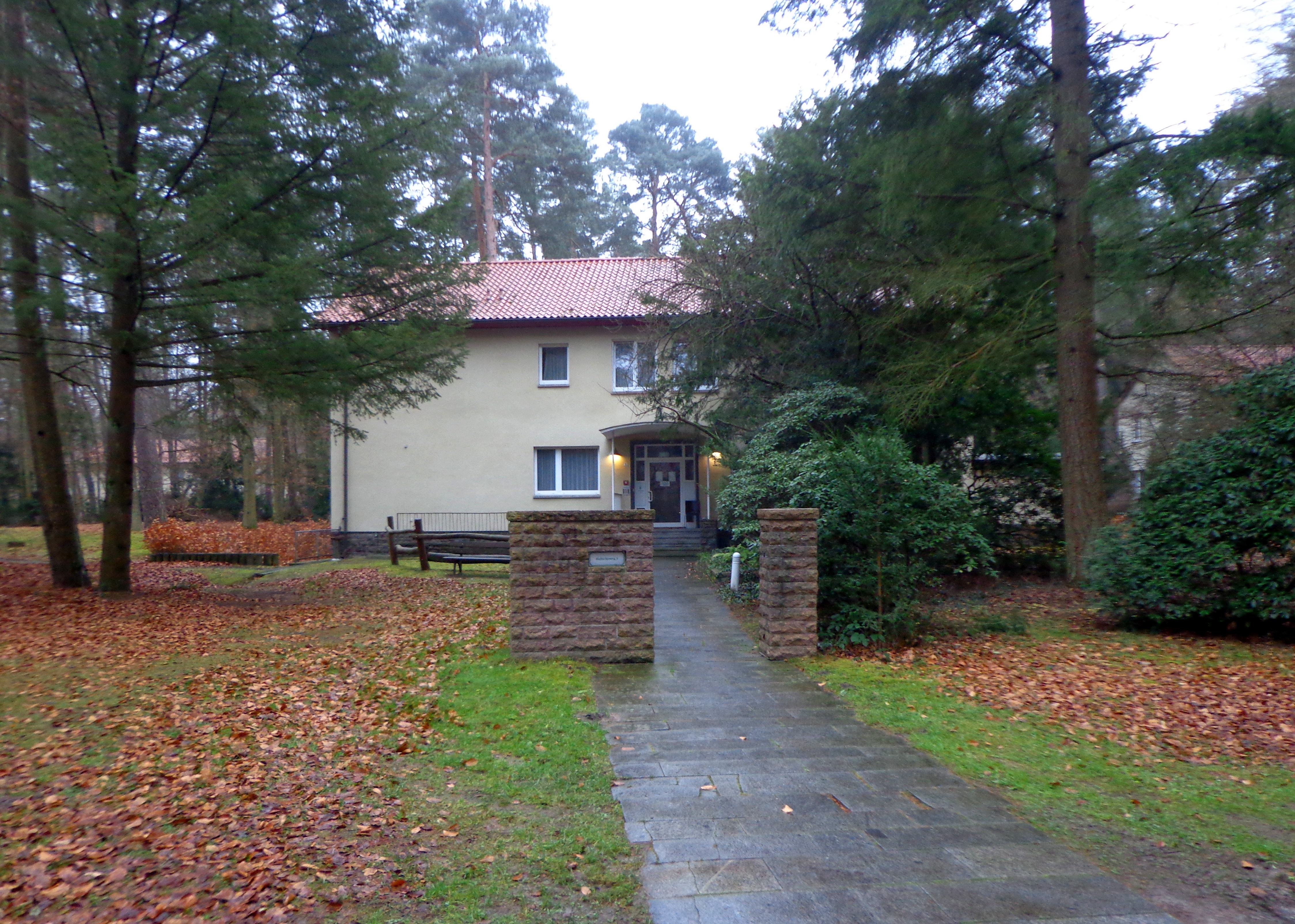
Waldsiedlung Wandlitz, das einst von Ebert sowie Horst Dohlus bewohnte „Haus 9“

Seit Mitte 1945 war Friedrich Ebert Landesvorsitzender der SPD Brandenburg und Chefredakteur der Zeitung Der Märker. Nach der Zwangsvereinigung von SPD und KPD zur SED in der sowjetischen Besatzungszone (SBZ) war Ebert seit 1946 einer der Landesvorsitzenden der SED, Mitglied des Parteivorstands und später des Zentralkomitees (ZK); von 1949 bis zu seinem Tod war er Mitglied des Politbüros des Parteivorstands bzw. des ZK der SED. 1946 wurde er von der SMAD als Mitglied der Beratenden Versammlung Brandenburgs berufen und war dort Vorsitzender. Nach den Landtagswahlen in der SBZ 1946 wurde er Präsident des Brandenburgischen Landtags. Im November 1948 wurde ihm von der sowjetischen Besatzungsmacht mitgeteilt, dass er als Oberbürgermeister von Ost-Berlin vorgesehen sei. Tatsächlich kam am 30. November 1948 im sowjetischen Sektor im Admiralspalast, der Spielstätte der Staatsoper eine „außerordentliche Stadtverordnetenversammlung“ zusammen, in der sich lediglich 23 Mandatsträger der SED und einer von der CDU befanden, während der Rest aus 229 Vertretern des Demokratischen Blocks sowie aus 1151 Delegierten von Betrieben aus dem sowjetischen Sektor bestand. Sie erklärte den amtierenden und von der Gesamtberliner Stadtverordnetenversammlung 1946 mit Mehrheit gewählten Magistrat von Berlin für abgesetzt und wählte stattdessen einstimmig einen „provisorischen demokratischen Magistrat“ mit Ebert als Oberbürgermeister. Anschließend erklärte Ebert, ganz Berlin würde Teil der SBZ und in den Zweijahres-Plan der SED eingeschlossen. Dem im Westen als „Opern-Magistrat“ bezeichneten Gremium gehörten neben Ebert unter anderen Karl Maron und Waldemar Schmidt an. Ab 1955 waren Eberts Amtssitz als Oberbürgermeister und die Sitzungen der Ost-Berliner Stadtverordnetenversammlung im Roten Rathaus. Ebert war bis 1967 Oberbürgermeister und widmete sich vor allem dem Aufbau der zerstörten Stadt. So setzte er sich beispielsweise für die Wiederherstellung des Brandenburger Tors, des Roten Rathauses, des Zeughauses und der Staatsoper Unter den Linden ein. Allerdings fiel auch der Abriss des Berliner Stadtschlosses in seine Amtszeit.
Seit der Gründung der DDR 1949 war Ebert auch Abgeordneter der Volkskammer, zeitweise als Stellvertreter des Präsidenten, ab 1971 als Vorsitzender der SED-Fraktion sowie ab 1960 Mitglied und ab 1971 stellvertretender Vorsitzender des Staatsrates.

## Ehrungen
Ebert wurde mit dem Karl-Marx-Orden, dem Vaterländischen Verdienstorden und dem Großen Stern der Völkerfreundschaft ausgezeichnet. Am 5. Juli 1967 ernannte ihn der Magistrat von Ost-Berlin zum Ehrenbürger Berlins. Nach der politischen Wende wurde er 1992 aus der Liste der Ehrenbürger gestrichen. Die 1946 durch Zusammenlegung mehrerer Straßen entstandene, nach dem Reichspräsidenten benannte Straße in der Potsdamer Innenstadt wurde „zu späteren DDR-Zeiten“ auf den gleichnamigen Sohn umgewidmet; nach der Wende wurde der ursprüngliche Bezug wiederhergestellt. Die Deutsche Post der DDR gab 1984 zu seinen Ehren eine Sondermarke in der Serie Persönlichkeiten der deutschen Arbeiterbewegung heraus.

## Ruhestätte

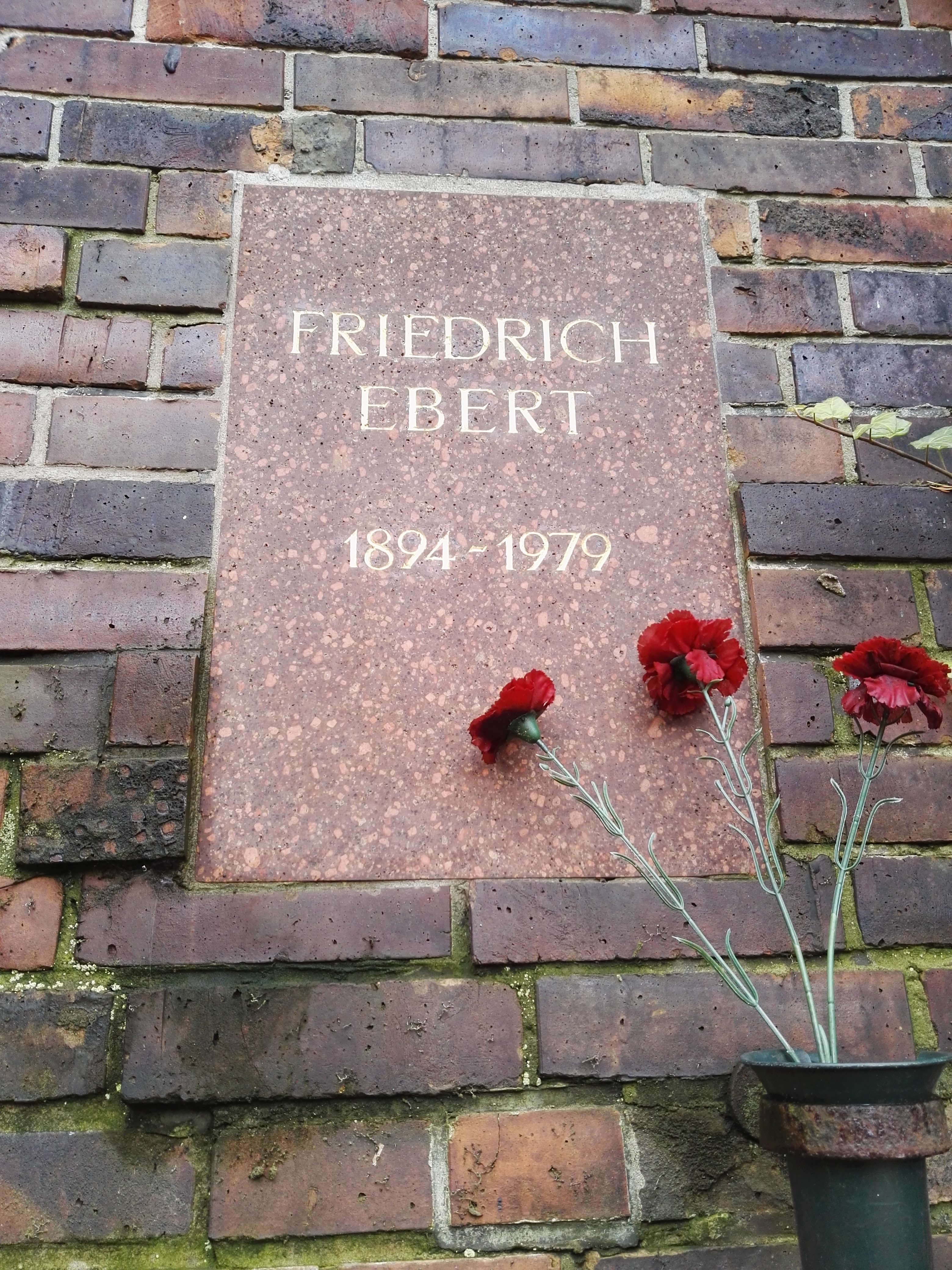
Eberts Grabstätte

Eberts Urne wurde in Berlin-Lichtenberg auf dem Zentralfriedhof Friedrichsfelde an der Ringmauer der Gedenkstätte der Sozialisten beigesetzt.

## Schriften
- Reden und Aufsätze zur deutsch-sowjetischen Freundschaft. Kultur und Fortschritt, Berlin 1959
- Einheit der Arbeiterklasse – Unterpfand des Sieges: Ausgewählte Reden und Aufsätze. Dietz-Verlag, Berlin 1959
- Deutsche Kommunalpolitik. Dietz-Verlag, Berlin 1961
- Der Sozialismus, die Zukunft Deutschlands: Ausgewählte Reden und Aufsätze 1959–1964. Dietz-Verlag, Berlin 1964
- Der Sozialismus, das Glück und das Wohl des Volkes. Ausgewählte Reden und Aufsätze 1964–1969. Dietz-Verlag, Berlin 1969
- Wir erfüllten unsere historische Aufgabe. In: Vereint sind wir alles – Erinnerungen an die Gründung der SED. Dietz-Verlag, 2. Auflage, Berlin 1971, S. 509–524
- Sozialistische Demokratie, Pulsschlag unseres Lebens. Ausgewählte Reden und Aufsätze 1969–1974. Dietz-Verlag, Berlin 1974
- Einheit der Klasse, Macht der Klasse. Ausgewählte Reden und Aufsätze. Dietz-Verlag, Berlin 1979